# A Flash Flood of Colour
Az A Flash Flood of Colour az Enter Shikari angol post-hardcore-együttes harmadik stúdióalbuma, melyet 2011 májusa és júniusa során a thaiföldi Karma Sound Studiosban, valamint Londonban, az Egyesült Királyságban vettek fel. A kanadai Vancouverben Mike Fraser végezte a keverést. A zenei album producere a SikTh egykori tagja, Dan Weller. Az lemez 2012. január 16-án jelent meg, nemzetközileg és az Egyesült Királyságban az Ambush Reality, Észak-Amerikában pedig a Hopeless Records adta ki. Az album a hivatalos brit albumlista 4. helyéig jutott.

## Dalszöveg
Annak ellenére, hogy a dalszövegekben erős politikai bírálat hallható, Roughton Reynolds kihangsúlyozta, hogy az album mögött nincs politikai motiváció, egész egyszerűen csak politika ellenes. "Ez az album politika ellenes. Mi úgy hisszük, hogy a politika egy olyan rendszer, ami felett eljárt az idő. Itt az ideje, hogy üdvözítsük a technológiai újításokat és hogy ne egy szabályrendszerre bízzuk magunkat. Az életünknek a tudományos felfedezések szerint kellene fejlődnie.

## Kiadás és promóció
Az A Flash Flood of Colour első kislemeze a Sssnakepit, ami 2011. szeptember 20-án került kiadásra. Az 'Arguing with Thermometers'-t először az együttes őszi, európai turnéján, Lengyelországban, Varsóban adták elő és másnap, szeptember 13-án készült róla először elő koncert felvétel Magyarországon, Budapesten, az A38 koncert hajón. 2011. december 5-én a zenekar Facebook profilján közzétette a 'Gandhi Mate, Gandhi' számot, mint ízelítőt az új albumról és Zane Lowe műsorában, a BBC Radio One-on is leadták a dalt.
2012. január 5-én az Enter Shikari YouTube csatornáján publikálta az 'Arguing with Thermometers' elő előadásáról készült videófelvételt, mely Zane Lowe "Hottest Record in the World" című műsorában készült. A dalhoz készült hivatalos videóklip szintén a YouTube-on debütált 2012. január 17-én. A kiadás előtt nehány nappal a zenekar Facebook profilján megjelent egy pillanatkép a klipből, ahol Rory, Chris és a Phillis McCleaveland híradósnak öltözött Rou látható.

## Fogadtatás
| Szakmai értékelés     |            |
| Összesített értékelés |            |
| Forrás                | Értékelés  |
| Metacritic            | 77/100     |
| Magazinok értékelése  |            |
| Forrás                | Értékelés  |
| AbsolutePunk          | 8.5/10     |
| About.com             | [ 8 ]      |
| AllMusic              | [ 9 ]      |
| Alternative Press     | [ 10 ]     |
| BBC Music             | Favourable |
| CraveOnline           | [ 12 ]     |
| The Fly               | [ 13 ]     |
| Kerrang!              | [ 14 ]     |
| NME                   | [ 15 ]     |
| Rock Sound            | [ 16 ]     |

Az A Flash Flood of Colour általában véve pozitív kritikákat kapott a zenei élettől. A Metacritic értékelésében, 12 mainstream kritika figyelembe vételével 77 pontot kapott a 100-ból, elérve így az "általánosan kedvelt" kategóriát.

## Dalok listája
Az összes dal szerzője Enter Shikari. 
| 1.    | System...                                | 1:57 |
| 2.    | ...Meltdown                              | 3:24 |
| 3.    | Sssnakepit                               | 3:26 |
| 4.    | Search Party                             | 4:06 |
| 5.    | Arguing with Thermometers                | 3:22 |
| 6.    | Stalemate                                | 4:18 |
| 7.    | Gandhi Mate, Gandhi                      | 4:26 |
| 8.    | Warm Smiles Do Not Make You Welcome Here | 4:36 |
| 9.    | Pack of Thieves                          | 3:58 |
| 10.   | Hello Tyrannosaurus, Meet Tyrannicide    | 3:44 |
| 11.   | Constellations                           | 4:59 |
| 42:29 |                                          |      |

## Ranglistás helyezések és minősítések
| Ranglista (2012)           | Legmagasabb helyezés |
| -------------------------- | -------------------- |
| Ausztrál Albums Ranglista  | 32                   |
| Ausztriai Albums Ranglista | 35                   |
| Belga Albums Ranglista     | 42                   |
| Kanadai Albums Ranglista   | 75                   |
| Holland Albums Ranglista   | 74                   |
| Ír Albums Ranglista        | 69                   |
| Brit Albums Ranglista      | 4                    |
| USA Albums Ranglista       | 67                   |

## Közreműködők
Zenekar
- Roughton "Rou" Reynolds – ének, programozott zenei elemek, elektromos gitár, akusztikus gitár, celestára, piano, rézfúvósok és húros hangszerek rendezése, dalszöveg
- Liam "Rory" Clewlow – elektromos gitár, háttérének
- Chris Batten – basszusgitár, háttérének
- Rob Rolfe – dob, ütőhangszerek, háttérének

További közreműködők
- Dan Weller - hangfelvétel és reprodukció
- Mike Fraser - hangkeverés